# Division Nationale (pallavolo maschile)
La Division Nationale, massima divisione del campionato lussemburghese, è una competizione pallavolistica per squadre di club lussemburghesi maschili, organizzata con cadenza annuale dalla FLVB.

## Edizioni
| Anno             | Podio         | Podio         | Podio         |
| Campione         | Seconda       | Terza         |               |
| ---------------- | ------------- | ------------- | ------------- |
| 1958-59 Dettagli | CAL Clausen   | -             | -             |
| 1959-60 Dettagli | CAL Clausen   | -             | -             |
| 1960-61 Dettagli | CAL Clausen   | -             | -             |
| 1961-62 Dettagli | CAL Clausen   | -             | -             |
| 1962-63 Dettagli | CAL Clausen   | -             | -             |
| 1963-64 Dettagli | Lalléng       | -             | -             |
| 1964-65 Dettagli | CAL Clausen   | -             | -             |
| 1965-66 Dettagli | CAL Clausen   | -             | -             |
| 1966-67 Dettagli | Bonnevoie     | -             | -             |
| 1967-68 Dettagli | Bonnevoie     | -             | -             |
| 1968-69 Dettagli | CAL Clausen   | -             | -             |
| 1969-70 Dettagli | CAL Clausen   | -             | -             |
| 1970-71 Dettagli | CAL Clausen   | -             | -             |
| 1971-72 Dettagli | Bonnevoie     | -             | -             |
| 1972-73 Dettagli | CAL Clausen   | -             | -             |
| 1973-74 Dettagli | CAL Clausen   | -             | -             |
| 1974-75 Dettagli | CAL Clausen   | -             | -             |
| 1975-76 Dettagli | CAL Clausen   | -             | -             |
| 1976-77 Dettagli | CAL Clausen   | -             | -             |
| 1977-78 Dettagli | Bonnevoie     | -             | -             |
| 1978-79 Dettagli | CAL Clausen   | -             | -             |
| 1979-80 Dettagli | CAL Clausen   | -             | -             |
| 1980-81 Dettagli | Bonnevoie     | -             | -             |
| 1981-82 Dettagli | Bonnevoie     | -             | -             |
| 1982-83 Dettagli | CAL Clausen   | -             | -             |
| 1983-84 Dettagli | Bonnevoie     | -             | -             |
| 1984-85 Dettagli | Mamer         | -             | -             |
| 1985-86 Dettagli | Mamer         | -             | -             |
| 1986-87 Dettagli | Strassen      | -             | -             |
| 1987-88 Dettagli | Mamer         | -             | -             |
| 1988-89 Dettagli | Strassen      | -             | -             |
| 1989-90 Dettagli | Strassen      | -             | -             |
| 1990-91 Dettagli | Mamer         | -             | -             |
| 1991-92 Dettagli | Mamer         | -             | -             |
| 1992-93 Dettagli | Mamer         | -             | -             |
| 1993-94 Dettagli | Strassen      | -             | -             |
| 1994-95 Dettagli | Mamer         | -             | -             |
| 1995-96 Dettagli | Mamer         | -             | -             |
| 1996-97 Dettagli | 80 Pétange    | -             | -             |
| 1997-98 Dettagli | 80 Pétange    | -             | -             |
| 1998-99 Dettagli | Mamer         | -             | -             |
| 1999-00 Dettagli | 80 Pétange    | -             | -             |
| 2000-01 Dettagli | Mamer         | -             | -             |
| 2001-02 Dettagli | Bartréng      | -             | -             |
| 2002-03 Dettagli | Mamer         | -             | -             |
| 2003-04 Dettagli | Strassen      | -             | -             |
| 2004-05 Dettagli | Lorentzweiler | -             | -             |
| 2005-06 Dettagli | Strassen      | -             | -             |
| 2006-07 Dettagli | Strassen      | -             | -             |
| 2007-08 Dettagli | 80 Pétange    | Strassen      | Lorentzweiler |
| 2008-09 Dettagli | 80 Pétange    | Fentange      | Strassen      |
| 2009-10 Dettagli | Strassen      | 80 Pétange    | Fentange      |
| 2010-11 Dettagli | Strassen      | Fentange      | CHEV          |
| 2011-12 Dettagli | Strassen      | Fentange      | CHEV          |
| 2012-13 Dettagli | CHEV          | Strassen      | Bartréng      |
| 2013-14 Dettagli | Strassen      | CHEV          | RSR Walfer    |
| 2014-15 Dettagli | Strassen      | CHEV          | RSR Walfer    |
| 2015-16 Dettagli | Strassen      | RSR Walfer    | CHEV          |
| 2016-17 Dettagli | Strassen      | Fentange      | RSR Walfer    |
| 2017-18 Dettagli | Fentange      | Strassen      | Lorentzweiler |
| 2018-19 Dettagli | CHEV          | Fentange      | Strassen      |
| 2019-20 Dettagli | Non assegnato | Non assegnato | Non assegnato |
| 2020-21 Dettagli | Strassen      | Lorentzweiler | Escher        |
| 2021-22 Dettagli | Strassen      | Bartréng      | Fentange      |
| 2022-23 Dettagli | Strassen      | Bartréng      | Lorentzweiler |
| 2023-24 Dettagli | Strassen      | Bartréng      | Lorentzweiler |

## Palmarès
| Squadra       | Titolo | Edizione |
| ------------- | ------ | --- |
| CAL Clausen   | 18     | 1958-59, 1959-60, 1960-61, 1961-62, 1962-63, 1964-65, 1965-66, 1968-69, 1969-70, 1970-71, 1972-73, 1973-74, 1974-75, 1975-76, 1976-77, 1978-79, 1979-80, 1982-83 |
| Strassen      | 18     | 1986-87, 1988-89, 1989-90, 1993-94, 2003-04, 2005-06, 2006-07, 2009-10, 2010-11, 2011-12, 2013-14, 2014-15, 2015-16, 2016-17, 2020-21, 2021-22, 2022-23, 2023-24 |
| Mamer         | 11     | 1984-85, 1985-86, 1987-88, 1990-91, 1991-92, 1992-93, 1994-95, 1995-96, 1998-99, 2000-01, 2002-03                                                                |
| Belair        | 7      | 1966-67, 1967-68, 1971-72, 1980-81, 1981-82, 1977-78, 1983-84 |
| 80 Pétange    | 5      | 1996-97, 1997-98, 1999-00, 2007-08, 2008-09 |
| CHEV          | 2      | 2012-13, 2018-19 |
| Lalléng       | 1      | 1963-64 |
| Bartréng      | 1      | 2001-02 |
| Lorentzweiler | 1      | 2004-05 |
| Fentange      | 1      | 2017-18 |